# Медиарынок России
Медиарынок (англ. media market) — район охвата аудитории средствами массовой информации, принадлежащими той или иной компании.

## Структура медиарынка
Медиарынок делится на две части — ресурсный рынок и информационный рынок.
Ресурсный рынок — необходимые составляющие производства информационного контента: финансы, материалы, различные виды информации. Редакции и компании приобретают необходимые ресурсы у организации, заводов, информацию — у информационных агентств, редакций, частных лиц.
Информационный рынок — пространство, где продукция СМИ становится товаром и участвует в процессе купли и продажи. Включает в себя:
1. Прессу (газеты, журналы, еженедельники)
2. Аудиовизуальные СМИ (ТВ, Радио)
3. Электронные СМИ (Интернет-СМИ и др.)
4. Издания информационных агентств
5. Кинодокументалистику[3]

Для производства продукции СМИ функционируют также следующие рынки: издательский, материалов и бумаги, а также технический рынок. Для производства своей продукции редакциям и компаниям СМИ требуются и нематериальные — информационные — ресурсы.
Важную роль на информационном рынке играет и закон стоимости, который во многом определяет финансовую политику редакций и компаний СМИ, регулирует цены на информацию.</ref>

Рыночные характеристики печатной прессы — подписка и розница.
Для традиционных печатных СМИ соотношение подписка + розница формируется специфически, в зависимости от национальных условий и традиций, оно также изменяется с течением времени. Так, многие утренние газеты США и стран Западной Европы распространяются по подписке, а полуденные (вечерние) — в розницу. Рыночными характеристиками набирающих в последние годы популярность бесплатных информационных газет (типа «Метро», см. далее) является тираж. Многие журналы реализуются преимущественно в розницу.
Рыночные характеристики вещательных программ измеряются через зрительские рейтинги, для кино — кассовые сборы. Рыночные характеристики вещательных станций — частота и рейтинги.

Различая рынки по территории, можно выделить общенациональные, региональные и местные (локальные) рынки.
Критерии, в соответствии с которыми определяется тип рынка, для различных СМИ разнятся в зависимости от территории распространения товара (содержания) и услуги (доступ к аудитории), а также от подхода к оценке аудиторий. Например, в газетной индустрии США географический рынок часто совпадает с регионом, где тираж реализуется в розницу. Это не значит, конечно, что газету нельзя получить за пределами её географического рынка. Однако для более точного понимания географического рынка США был введён специальный термин — зона розничной торговли, позволяющий точнее представить территорию, где газетная компания ведёт свою основную деятельность. В странах Северной Европы, где тираж распространяется главным образом по подписке, географическим рынком выступает та территория, на которой проживают подписчики газеты.

## Медиарынок России
Медиарынок в России начал своё зарождение в 90-х годах, становясь самостоятельной отраслью экономики. Российский медиарынок по объёмам является одним из самых больших в Европе.
В частности, в 2012 году общий объём рекламного рынка (без наружной рекламы) составил примерно 260 млрд руб., или 8,5 млрд долл., а уже в 2013 году общий рост составил 11,5 % по отношению к аналогичному периоду 2012 года, а общий итог трёх кварталов составил примерно 200 млрд руб., или почти 7 млрд долл.:
- телевидение— 108 млрд руб.;
- Интернет — 48,8 млрд руб.;
- печатные СМИ — 26,5 млрд руб.;
- радио — 11 млрд руб.;
- прочие медиа — 2,9 млрд руб.[5]

Россия находится в рамках общемировых тенденции: безоговорочным лидером медиарынка является телевидение, которое постепенно сдаёт позиции Интернету, а прочие виды медиаактивов постепенно теряют свою привлекательность и также смещаются в Интернет.
Участие государства в функционировании медиарынка не ограничивается только задачами регулятора или собственника ряда медиакомпаний. Государство является одним из крупнейших на рынке заказчиков (особенно заметно это для кинорынка), а также оказывает адресную поддержку медиакомпаниям в виде прямого субсидирования или же в виде грантов на создание медиаконтента (телепрограмм, циклов статей и тому подобного), имеющего социальную и культурную значимость.

## Основные участники российского медиарынка[5]

###### «Всероссийскаягосударственная телерадиокомпания» — государственный медиахолдинг, наследник второго канала советского телевидения
- телеканал «Россия-1» (мультиформатный телеканал);
- телеканал «Россия-2» (спортивный телеканал);
- телеканал «Россия-К» (культурологический телеканал);
- телеканал «Вести-24» (круглосуточный новостной телеканал);
- телеканал «Карусель» (детский телеканал);
- телеканал «Спорт» (платный спортивный телеканал);
- радиостанция «Радио России» (мультиформатная радиостанция);
- радиостанция «Маяк» (разговорно-развлекательная радиостанция);
- радиостанция «Вести ФМ» (информационная радиостанция);
- интернет-портал Вести.ру (новостной интернет-портал);
- региональные телерадиокомпании в каждом субъекте Российской Федерации.

###### «Первый канал» — государственная телекомпания
- телеканал «Первый канал»;
- телекомпания «Первый канал. Всемирная сеть» (телекомпания, осуществляющая вещание телеканала «Первый канал» на зарубежные страны).

###### «Национальная Медиа Группа» —частный медиахолдинг, не имеет выраженного контролирующего акционера.
- телеканал «Пятый канал» (мультиформатный телеканал, длительное время являвшийся региональным телевидением Санкт-Петербурга);
- телеканал «РЕН ТВ»(мультиформатный телеканал);
- по 25 % акций телекомпаний «Первый канал» и «СТС Медиа»
- газета «Известия» (общественно-политическая и деловая газета);
- газета «Жизнь» (таблоид);
- радиостанция «Русская служба новостей» (новостная радиостанция);
- большое количество специализированных печатных изданий и интернет-порталов.

###### «Газпром-Медиа Холдинг» — медиахолдинг, принадлежащий компании «Газпром» (собственником которого является государство)
- телеканал «НТВ» (мультиформатный телеканал, ранее — новостной телеканал);
- телеканал «ТНТ» (развлекательный телеканал);
- компания «НТВ-Плюс» (система спутникового телевидения);
- радиостанция «ЭхоМосквы» (новостная и разговорная радиостанция);
- радиостанция ComedyRadio (юмористическая радиостанция);
- радиостанция RelaxFM (музыкальная радиостанция);
- издательский дом «Семь дней» (ряд изданий новостного и развлекательного характера);
- видеохостинг RuTube.

###### ProfMediaBusinessSolutions— медиахолдинг.
- телеканал «ТВ3» (развлекательный телеканал);
- Телеканал «2×2» (мультипликационный телеканал);
- телеканал «Пятница!» (развлекательный телеканал);
- интернет-портал Рамблер (поисковая система и медийный интернет-портал) - собственник "Сбербанк"[6];
- интернет-портал Lenta.ru (новостной интернет-портал);
- кинокомпания «Централ Партнершип»;
- радиостанция «Авторадио» (музыкальная радиостанция, ориентированная на автомобилистов);
- радиостанция «Юмор FM» (юмористическая радиостанция);
- издательский дом «Афиша» (ряд изданий развлекательного характера).

«РБК» — частный медиахолдинг, принадлежит Григорию Берёзкину.
- телеканал «РБК-ТВ» (телеканал деловых новостей);
- интернет-портал RBC.ru (деловой и новостной интернет-портал);
- интернет-портал Autonews.ru (автомобильный интернет-портал);
- газета «РБК Daily» (ежедневная деловая газета);
- журнал и интернет-портал CNews (новости высоких технологий);
- издательский дом «Салон-пресс» (интерьерная пресса).

«Коммерсант» — частный медиахолдинг, принадлежит Алишеру Усманову
- газета «Коммерсантъ» (ежедневная деловая газета);
- журнал «Деньги» (журнал о бизнесе и финансах);
- журнал «Власть» (общественно-политический журнал);
- журнал «Автопилот» (автомобильный журнал);
- журнал «Секрет фирмы» (журнал о бизнесе);
- радиостанция «Коммерсантъ FM» (информационная радиостанция).

«СТС Медиа» —частный медиахолдинг, принадлежит «Национальной Медиа Группе».
- телеканал «СТС» (развлекательный телеканал);
- телеканал «Домашний» (развлекательный телеканал);
- телеканал «Че» (развлекательный телеканал)
- телеканал CTC Love (развлекательный телеканал).

###### Информационные агентства
ИТАР-ТАСС
РИА «Новости»
«Интерфакс»

## Интернет-медиарынок в России
Почти все крупные медиакомпании России представлены в интернете. Одна из крупнейших медиакомпаний на рынке — «Яндекс», с оборотом 28,8 млрд; свои медиаактивы имеют РБК, «Национальная Медиа Группа», ProfMediaBusinessSolutions и государственный холдинг «ВГТРК».
В 2016 году Mail.Ru Group впервые опередила «Яндекс» в рейтинге Forbes. Тогда журнал оценил Mail.Ru Group в $4,7 млрд, а «Яндекс» — в $4,3 млрд.

## Критика
Российский медиарынок подвергается критике за большое влияние государства на эту сферу: принадлежащие государству медиаактивы очень велики, также существует множество ограничивающих деятельность медиахолдингов законов. (см. «„СТС Медиа“ думает о продаже бизнеса из-за закона о СМИ»)
Практически весь рынок ТВ принадлежит именно сегменту федеральных каналов.
Недостаточная развитость местного ТВ, превалирующая роль центральных телеканалов, недостаточная поддержка локальных медиакомпаний (см. «Закрытие телеканала „ТВ-2“ в Томске»)